# Chasse Royale (Le Mans)
La Chasse Royale est un quartier du Mans, situé au Nord-Ouest du centre-ville.
Le quartier possède sa sortie et son entrée sur la rocade. Il jouxte le quartier du Ribay-Université. Principalement résidentiel, il possède néanmoins, d'importants points de circulation comme la place Georges Bouttié. 

## Accès
Le quartier est séparé de l'Université par la présence de l'Hôpital, assez imposant. En 2005, le nouveau parc Théodore Monod a été aménagé et est aujourd'hui desservi par la ligne 1 du tramway. La construction de ce dernier a d'ailleurs bouleversé la circulation puisque certaines rues ont été condamnées pour les voitures, notamment la rue Gambetta, grande rue marchande de la ville. Non loin du centre du quartier, on trouve "la maison du tramway", sorte de musée du tramway du Mans. Plus loin, se trouve également le théâtre de la fonderie, aussi appelé Théâtre du Radeau.

## Histoire
La Chasse Royale est avant tout une place. On la trouve pour la première fois en 1200 sous le titre de Crux Erraudi. En 1259, il est renommé Crux herraudi avant de devenir en 1420 La croix Errault. La place est idéalement placée, desservie par les routes de Normandie et celle vers la Mayenne/bretagne. On comprend donc que dès le XVIIe siècle, la place soit un lieu privilégié pour de multiples auberges. Il semble que la place (et donc le quartier) tire son nom d'un hôtel installé de 1768 à 1776: l'auberge de la Chasse royale. Dès 1802, quatre auberges sont installées. Il semble que le quartier soit déjà constitué comme une halte aux voyageurs en visite au Mans. Tout comme le quartier des halles à cette époque, Le Mans est une ville offrant de nombreux cabarets et débits de boissons. Deux cabarets tenus par deux veuves sont ainsi comptés sur la place. Saint-Marculf, ancien saint vénéré par le couvent du quartier du pré, reste le patron du quartier. 
L'installation du marché de la Chasse-Royale est décrété le 15 juillet 1947 afin de répondre à la demande des habitants du quartier. Cependant, à cause de la fréquentation toujours en hausse de l'axe nord-sud Rhin et Danube, le marché sera déplacé bien plus loin dans le quartier de la Boussinière. Le Trianon fut un des palaces les plus connus de la ville du Mans. Il était l'hôtel le plus renommé de la ville au début du vingtième siècle. L'établissement était l'un des seuls à proposer à ses clients des chambres et des salons particuliers en quantité. Un jardin et des bosquets étaient également ouverts l'été. L'orchestre venait livrer quelques notes aux habitants tous les dimanches. L'hôtel sera remplacé par une épicerie en 1936. Quant à l'avenue, elle prit le nom de Rhin et Danube en 1950. Le maréchal de Lattre de Tassigny lui-même vint inaugurer la nouvelle artère. La ville reçut la croix de guerre à cette occasion et une stèle funéraire fut installée. Après qu'elle fut détruite en 1960, une autre la remplacera au milieu de la place de la Chasse Royale à partir du 25 avril 1971.   